# Зелена седефица
Зелена седефица врста је лептира из породице шаренаца (Nymphalidae).

## Опис
Препознатљива је нарочито по доњој страни крила. Ту доминира маслинастозелена боја на којој су уочљиве крупне беле мрље. Лети по ливадама, чистинама и пропланцима ретких шума. Настањује читаву Европу.
Има карактеристичне крупне беле мрље на доњој страни крила.

## Биљке хранитељке
Храни се биљкама из рода љубичица (Viola spp.).